# روبين لوبرو
روبين لوبرو (بالفرنسية: Robin Leproux) (مواليد 22 يوليو 1959) هو رجل أعمال فرنسي. كان رئيسًا لنادي باريس سان جيرمان الفرنسي لكرة القدم من 2009 إلى 2011.  تخرج لوبروكس من كلية إدارة رانس (كلية نيوما للأعمال حاليًا) في عام 1983.